# Al-Muqtadi
Abû al-Qâsim "Al-Muqtadî bi-ʾAmr Allah" ʿAbd Allah ben Muhammad ad-Dakhîra ben ʿAbd Allah al-Qâ’im  surnommé Al-Muqtadî. Né en 1056, il succède comme calife abbasside de Bagdad à son grand-père Al-Qâ'im en 1075. Il meurt en 1094. Son fils Al-Mustazhir lui succède.
Son règne se déroule presque entièrement sous la tutelle du sultan Seljoukide Malik Chah Ier et de son vizir Nizâm al-Mulk qui meurent tous les deux en 1092.

## Biographie
Les cités saintes d'Arabie ne sont plus aux mains des Fatimides. Le sunnisme est restauré comme doctrine officielle.
Le Sultan Malik Chah donne en mariage sa fille au Calife. Il espérait unir les deux lignées abbassides et seldjoukides. Le mariage fut stérile. L’épouse insatisfaite se retire à Ispahan. Le Sultan envisage d’éloigner le calife du centre du pouvoir en l’exilant à Bassora. Malik Chah meurt peu après cette décision.

### Fin du règne
Nizam al-Mulk fut tué sur la route d’Ispahan à Bagdad, le 14 octobre 1092. On raconte que ce meurtre serait l’œuvre d’un membre de la secte des assassins. Le commanditaire de ce meurtre serait Malik Chah à cause d’une querelle de pouvoir entre eux. Malik Chah aurait été empoisonné quelque temps plus tard par de loyaux serviteurs du vizir issus de la Nizamiyya.
Une autre version est rapportée par Mughatil ibn Bakri, membre de la Nizamiyya et gendre Nizam al-Mulk. Celui-ci raconte que le Sultan aurait organisé une confrontation Sunnites contre Chiites au palais. Le Sultan et le Vizir en seraient sortis convaincus de se convertir au Chiisme. Quelques Sunnites extrémistes auraient alors organisé ce double meurtre.
Al-Muqtadî meurt en 1094, son fils Al-Mustazhir lui succède. L’emprise des Seldjoukides est affaiblie par la querelle de succession qui suit la mort de Malik Chah.